# José Aubach
José Aubach Gort, né le 11 mars 1917 à Montoliu de Lleida (province de Lérida, Espagne) et mort le 11 mars 2012 à Reus (province de Tarragone, Espagne), est un footballeur espagnol des années 1930 qui jouait au poste de défenseur droit.

## Biographie
José Aubach commence à jouer à l'UE Lleida. Il est un défenseur solide doté d'un physique fort. En 1934, il passe dans les rangs du FC Tàrrega.
En 1935, il est recruté par le FC Barcelone. Il débute avec le Barça le 26 mai 1935 face au Girona FC. Lors de sa première saison, il ne joue que trois matchs amicaux. La saison suivante, il joue deux matchs de championnat : le 22 mars 1936 à Chamartín face au Real Madrid, puis une semaine après face à Osasuna.
Lors de la saison 1936-1937, il joue quatre matchs amicaux, le dernier le 5 décembre 1936 à L'Hospitalet. En janvier 1937, en pleine Guerre civile espagnole, il s'enrôle comme volontaire dans l'armée républicaine au lieu de partir au Mexique en tournée avec le reste de l'équipe. Après la guerre, il joue avec le Reus Deportiu, l'UE Lleida et le Real Oviedo.
Après sa carrière de joueur, il s'établit à Reus et devient l'entraîneur du club local.
Le 8 mai 1999, il reçoit un hommage de la part du FC Barcelone et de l'UE Lleida avec d'autres joueurs nés dans la province de Lérida comme Josep Vila, Enrique Gensana, Enrique Ribelles, Josep Maria Fusté et Antoni Torres.
Pour l’anecdote, il naît et meurt un 11 mars.